# Aquarion Logos
Aquarion Logos (アクエリオンロゴス?, Akuerion Rogosu) è una serie televisiva anime prodotta dalla Satelight per la regia di Hidekazu Satō, trasmessa in Giappone tra il 2 luglio e il 24 dicembre 2015. Il titolo, preceduto da Aquarion e Aquarion Evol, è stato ideato per celebrare il decimo anniversario del franchise Aquarion. In Italia la serie è stata acquistata da Yamato Video e caricata su PlayYamato.

## Trama
Nell'era odierna sono aumentate le lettere che non hanno significato. Nel mondo delle lettere, Logos World, sta accadendo un fenomeno anormale che influenza anche il mondo reale. Akira Kaibuki e gli altri del club Sōsei affrontano la crisi del mondo svelando il significato contenuto nelle lettere.

## Personaggi
Akira Kaibuki (灰吹 陽?, Kaibuki Akira)
Doppiato da: Nobunaga Shimazaki
Un ragazzo che sostiene di essere un messia. Per salvare il mondo è capace di intervenire rischiando qualunque pericolo. È facile fraintenderlo poiché è di poche parole, ma in realtà è compassionevole e non abbandona mai la gente in difficoltà. Essendo nato da una famiglia di calligrafi, ha una profonda conoscenza delle lettere scritte con il pennello.
Maia Tsukigane (月銀 舞亜?, Tsukigane Maia)
Doppiata da: Ayane Sakura
Una ragazza che lavora al NESTA, in missioni speciali. Riesce a portare a termine le varie missioni rimanendo calma e composta e, a prima vista, sembra essere il classico tipo di persona che riesce a fare di tutto, ma che in realtà sulle questioni più normali lascia molti punti di domanda. Tratta l'amico di infanzia Subete come un "fratellino inetto", non vedendolo affatto come un maschio.
Kokone Kikogami (綺声神 心音?, Kikogami Kokone)
Doppiata da: Haruka Chisuga
Una ragazza del tempio storico di Asagaya. È una ragazza tenera di cuore, talmente timida da non riuscire nemmeno a parlare normalmente con la gente, ma che ha abilità canore di prima classe. Il suo obiettivo è quello di fare l'attrice, anche se si tiene sempre per sé i pensieri riguardo ai suoi sogni. Al club Sōsei è una sorta di idol, dove viene supportata da fan irriducibili.
Hayato Kūjō (空篠 翼人?, Kūjō Hayato)
Doppiato da: Yūichirō Umehara
Un universitario che mira a diventare politico. Ha un carattere argomentativo, sempre preso a soppesare teorie, ed è molto eloquente. Se tuttavia si trova in un posto dove è radunata una folla, allora diventa nervoso e non riesce più a fare discorsi soddisfacenti. Per via del suo approccio teorico è in conflitto con Akira, che agisce saltando i vari processi.
Tsutomu Domon (土聞 努虫?, Domon Tsutomu)
Doppiato da: Takayuki Asai
Un ragazzo brioso e loquace che è l'anima del club Sōsei. Siccome mira a diventare un comico, ha scelto una strada diversa rispetto a quella di suo fratello maggiore, che è un genio del rakugo, ed è attivo sui siti Internet. Senza farsi prendere da formalità e tradizioni, continua ad inseguire la "nuova risata".
Karan Uminagi (海凪 花嵐?, Uminagi Karan)
Doppiata da: Ari Ozawa
Una star televisiva nel ruolo di attrice bambina in spot commerciali. Davanti alle telecamere recita la parte della bambina adorabile, ma in realtà ha una lingua molto tagliente. Spinta dalla madre manager, è presente in televisione e nelle pubblicità, ma lei personalmente è contraria a fare la idol, ed ha un sogno che non può rivelare a sua madre.
Subete Kenzaki (剣嵜 総?, Kenzaki Subete)
Doppiato da: Yūto Adachi
Un ragazzo che eccelle per abilità scolastiche e fisiche, ma che ha un suo lato inetto. Convinto di essere speciale, per raggiungere i suoi obiettivi non bada a mezzi, non preoccupandosi delle vittime tra i civili. Per Maia ha un affetto vicino all'adorazione, e a ogni occasione cerca di approcciarla, ma viene sempre trattato con un atteggiamento freddo.
Sōgon Kenzaki (剣嵜 荘厳?, Kenzaki Sōgon)
Doppiato da: Jōji Nakata
Capo del NESTA ed antagonista principale della prima parte della serie. Crede che i caratteri impediscano alle persone di comprendersi genuinamente. Inoltre è il padre di Subete e mentore di Maya.
Shōko Iwagami (岩上 ショウコ?, Iwagami Shōko)
Doppiata da: Saima Nakano
Operatrice nelle operazioni DEAVA e cameriera nel caffè anime SHIROBACO. Persona seria ed affidabile, è innamorata segretamente di Tsutomu Domon.
Sakurako Soda (粗朶 桜子?, Soda Sakurako)
Doppiata da: Ryōko Shirashi
Capo della divisione della DEAVA di Asagaya, ex-segretaria di Sogon Kenzaki e proprietaria del caffè anime SHIROBACO di Asagaya. Donna forte, ottimo comandante, adora vestirsi in modo kawaii ed imitare vocine. Alla fine della serie diventerà il nuovo presidente del NESTA.

## Episodi
| Nº | Titolo italiano Giapponese 「Kanji」 - Rōmaji                                                                   | In onda           | In onda |
| Nº | Titolo italiano Giapponese 「Kanji」 - Rōmaji                                                                   | Giapponese        |         |
| 1  | Grida! Fusione della voce della genesi! 「叫べ！創声合体」 - Sakebe! Sōsei gattai                               | 2 luglio 2015     |         |
| 2  | Risplendi! Luce del desiderio! 「照らせ！意志の光」 - Terase! Ishi no hikari                                    | 9 luglio 2015     |         |
| 3  | Risuona! Mio personale sogno! 「響け！私だけの夢」 - Hibike! Watashi dake no yume                               | 16 luglio 2015    |         |
| 4  | Vola! Freccia che trafigge l'animo! 「放て！心射る矢!」 - Hanate! Kokoro iru ya!                                | 23 luglio 2015    |         |
| 5  | Riprendiamocela! La nostra estate! 「取り戻せ！俺たちの夏」 - Torimodose! Oretachi no natsu                     | 30 luglio 2015    |         |
| 6  | Accenditi! Mia forza! 「灯せ！己の強さ」 - Tomose! Onore no tsuyosa                                             | 6 agosto 2015     |         |
| 7  | Brucia! Fiamma della salvezza! 「燃やせ！救世の炎!」 - Moyase! Guze no honō!                                    | 13 agosto 2015    |         |
| 8  | Penetrala! Quella parte dell'insetto! 「貫け！虫の一分」 - Tsuranuke! Mushi no ichibu                           | 20 agosto 2015    |         |
| 9  | Dissipale! Le ombre che ti attirano! 「晴らせ！誘いの影」 - Harase! Sasoi no kage                               | 27 agosto 2015    |         |
| 10 | Raggiungili! Mia vera voce! 「届け！本当の声」 - Todoke! Hontō no koe                                           | 3 settembre 2015  |         |
| 11 | Spiegale! Le tue ali incatenate! 「羽ばたけ！縛られた翼」 - Habatake! Shibarareta tsubasa                       | 10 settembre 2015 |         |
| 12 | Uniamoli! I nostri animi! 「重ねろ！心と心」 - Kasanero! Kokoro to kokoro                                       | 17 settembre 2015 |         |
| 13 | Grande vittoria! Noi siamo i Messia! 「大勝利！我らが救世主」 - Dai shōri! Warera ga kyūseishu                  | 24 settembre 2015 |         |
| 14 | Mettila a nudo! La peggiore te stessa! 「曝せ！最低の自分」 - Sarase! Saitei no jibun                           | 1º ottobre 2015   |         |
| 15 | Ah! La gioventù andata! 「鳴呼！青春の日々」 - Ah! Seishun no hibi                                              | 8 ottobre 2015    |         |
| 16 | Scavale! Le cicatrici del destino! 「刻め！宿命の傷」 - Kizame! Shukumei no kizu                                | 15 ottobre 2015   |         |
| 17 | Frantumati! Colui che devo abbattere! 「砕け！討つべきモノ」 - Kudake! Utsubeki mono                            | 22 ottobre 2015   |         |
| 18 | Ulula! Onesto cane bastonato! 「吠えろ！正直な負け犬」 - Hoero! Shōjiki na makeinu                              | 29 ottobre 2015   |         |
| 19 | Innamorati! Asagaya! 「恋せよ！阿佐ヶ谷」 - Koiseyo! Asagaya                                                    | 5 novembre 2015   |         |
| 20 | Sappila! La ragione per cui sei nato! 「知れ！生まれた意味」 - Shire! Umareta imi                               | 12 novembre 2015  |         |
| 21 | Tragedia! Una fusione immorale! 「悲壮！背徳の合体」 - Hisō! Haitoku no gattai                                  | 19 novembre 2015  |         |
| 22 | Ascoltala! La voce che ti chiama! 「聞け！キミを呼ぶ声」 - Kike! Kimi o yobu koe                                | 26 novembre 2015  |         |
| 23 | Rimembra! Il giuramento al chiaro di luna! 「蘇れ！月夜の誓い」 - Yomigaere! Tsukiyo no chikai                  | 3 dicembre 2015   |         |
| 24 | In battaglia! Mettendo in gioco la mia esistenza! 「出撃！我が存在を賭けて」 - Shutsugeki! Waga sonzai o kakete | 10 dicembre 2015  |         |
| 25 | Radunatevi! Voci che desiderano il futuro! 「集え！明日を望む声」 - Tsudoe! Ashita o nozomu koe                 | 17 dicembre 2015  |         |
| 26 | Non avrà fine! Aquarion Logos! 「終わらない！アクエリオンロゴス」 - Owaranai! Akuerion Rogosu                   | 24 dicembre 2015  |         |